# Paul Crampel
Paul Crampel (Nancy, 17 de noviembre de 1864 - Dar el-Kouti, República Centroafricana, 9 de abril de 1891) fue un explorador francés.

## Biografía

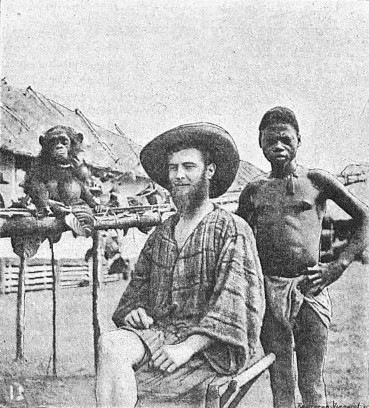
Paul Crampel en Lastoursville

A partir de 1872, pasó su juventud en Dordoña, siendo su padre nombrado inspector de tabaco en Belvès. En abril de 1889, fue contratado como secretario privado del explorador Pierre Savorgnan de Brazza, que le encargó explorar el norte de la cuenca del río Ogüé. La expedición comenzó en agosto de 1888 y duró hasta finales de enero de 1889. Crampel recorrió más de dos mil kilómetros y firmó numerosos tratados con jefes locales. Su ruta le llevó desde la localidad de Madiville, en Gabón, a lo largo del Ogüé hasta el área tribal de los fang y de regreso hasta la bahía de Corisco. 
Se casó con Paule Aline Lamey, su prima hermana, acuarelista, que ilustró las historias de las misiones de su marido, sin participar en ellas. Crampel había comprado una "esposa" africana, Niarinzhe, quien lo siguió en sus viajes. Esto no impidió que el explorador estableciera relaciones con otras mujeres. 
En 1890, el Comité de África Francesa le confió la misión de llegar al lago Chad, uniendo el Congo con el Sáhara. Desembarcó en Brazzaville, y en agosto de 1890 salió de Stanley Pool la caravana formada por los europeos Crampel, Lauzière, Biscarrat y Nébout, 30 escoltas senegaleses y 250 porteadores.
A finales de en septiembre la misión llegó a la colonia francesa de Ubangui-Chari, punto extremo de la ocupación francesa en esos momentos. Crampel permaneció en el puesto francés hasta enero de 1891, cuando él y Lauzière iniciaron su marcha hacia el norte. Biscarrat y Nébout permanecieron en retaguardia. Lauzière murió de diarrea y Crampel, después de muchas dificultades y de ser abandonado por el resto de los componentes de la avanzada salvo cinco, llegó a la localidad de Dar el-Kouti a unos quinientos kilómetros de Bangui (entre los 9 y 10 grados de latitud norte), a finales de febrero. Antes de que la retaguardia pudiera llegar, Crampel intentó marchar más al norte pero en abril fue asesinado por sanusíes no lejos de El-Kuti. Biscarrat también fue asesinado a finales de mayo por tribus locales en M'poko, cerca de Bangui, y solo Nébout sobrevivió y pudo regresar a Brazzaville. 
La misión de Auguste Chevalier, que fue de Chari al lago Chad en 1902-1904, encontró los restos de la masacre. 